# Черниговский профессиональный музыкальный колледж имени Левко Ревуцкого
Черниговский профессиональный музыкальный колледж имени Левко Ревуцкого (до 2017 года назывался Черниговское музыкальное училище) — учебное заведение в городе Чернигов, осуществляющее подготовку специалистов в области музыкального искусства. Заведение открыто в 1961 году.

## История

### Предыстория
История создания и становления музыкального училища в Чернигове берет своё начало в 1904 году, когда согласно решению черниговского губернатора А. А. Хвостова и разрешения Императорского общества Российской империи было открыто частное музыкальное училище свободного художника К. В. Сорокина, работавшее по программам Санкт-Петербургской консерватории.
Во время Революции 1917 года и Гражданской войны работа училища была остановлена. 
В 1919 года профессором Московской консерватории Евгением Васильевичем Богословским, переехавшим на постоянное место жительства в Чернигов, работа училища была возобновлена, в разные годы заведение называлось музпрофшколой и Черниговским советским музыкальным училищем, которое прекратило деятельность с началом Великой Отечественной войны и оккупацией немцами.

### с 1961 года
Современное Черниговское музыкальное училище было основано согласно решению Черниговского областного совета от 16 июня 1961 года. 
Возглавил и за первые десять лет сформировал коллектив училища учебное заведение выпускник Московской и Киевской консерваторий, заслуженный работник культуры Украинской ССР В. И. Полевик. 
В период 1971—1986 годов под руководством следующего директора А. В. Шебитченко училище превратилось в ведущее художественное заведение Черниговщины.
В 1990 году училище получило новое помещение.  
В 2017 году заведение было переименовано в Черниговский музыкальный колледж, а в 2020 году — в Черниговский профессиональный музыкальный колледж.
Начиная с 1977 года заведение носит имя композитора, профессора, народного артиста СССР Левка Николаевича Ревуцкого .

## Общая информация
Ведёт подготовку специалистов в области музыкального искусства, в частности, преподавателей музыкальных школ, школ искусств, руководителей творческих коллективов театров, артистов филармонического центра, театров и других учреждений культуры.
С момента открытия в 1961 году заведение окончило около 3000 специалистов, причём половина из них далее продолжила обучение по музыкальным специальностям в высших учебных заведениях. 
Среди выпускников Народные артисты Украины Н. В. Сукач, В. Г. Нечепа, М. А. Гончаренко, более 30 выпускников получили звания — «Заслуженный деятель искусств Украины», «Заслуженный артист Украины» и «Заслуженный работник культуры Украины»; более 20 выпускников училища работают на должностях доцентов и профессоров высших учебных заведений Украины и других государств мира.
В колледже учатся 450 студентов и преподают около 130 преподавателей. Директор колледжа (с 1993 года) — Владимир Суховерский.
Обучение ведётся по образовательно-профессиональной степени «профессиональный младший бакалавр» по специальности 025 «Музыкальное искусство» по образовательно-профессиональным программам:
- Фортепиано
- Оркестровые струнные инструменты
- Оркестровые духовые и ударные инструменты
- Народные инструменты
- Хоровое дирижирование
- Пение
- Теория музыки
- Музыкальное искусство эстрады
- Эстрадное пение

При колледже существует школа педагогической практики и школа искусств для одарённых детей.